# Electrostep
L'Electrostep, conosciuto anche come Trancestep è un sottogenere della musica Drum'n'Bass. Combina le percussioni e le linee di basso tipiche della Drum n Bass con effetti ed ambientazioni sonore provenienti dalla Trance e dalla Techno.
Simile alla Techstep ma portata a bpm più alti, è ballabile e utilizza più spesso parti cantate, spesso estratte da altre canzoni.